# Samme (plaats)
Samme is een gehucht in de Belgische provincie Waals-Brabant. Het ligt in Virginal-Samme, een deelgemeente van Itter. Samme ligt iets ten noorden van het dorpscentrum van Virginal.

## Geschiedenis
Op het eind van het ancien régime werd Samme een gemeente. De gemeente werd in 1808 al opgeheven en met de eveneens opgeheven gemeente Virginal samengevoegd tot Virginal-Samme.